# Два квитки на денний сеанс
«Два квитки на денний сеанс» (рос. «Два билета на дневной сеанс») — російський радянський повнометражний чорно-білий художній фільм-детектив, поставлений на Кіностудії «Ленфільм» в 1966 році режисером Гербертом Раппапортом.
Прем'єра фільму в СРСР відбулася 22 травня 1967 року.

## Зміст
Альошина розподіляють на роботу в ОБХСС. Йому не зовсім подобається його діяльність, тому він вирішує піти. Та перед тим як залишити свою роботу на нього чекає остання справа. Два валютника запідозрені в афері. Їх пов'язує лише інформація про те, що у цих двох — квитки у кіно на одне і те ж місце, тільки на різні дати. Альошин починає розплутувати події і навіть входить у їхню довіру.
Продовженням фільму є фільм  Коло 1972 року.

## Ролі
- Олександр Збруєв — Альошин
- Земфіра Цахілова — Тоня
- Ігор Горбачов — Миколаїв
- Петро Горін — Шондиш
- Олексій Кожевников — Андрієв
- Микита Подгорний — Лебедянський
- Валентина Сперантова — мати Лебедянського
- Бруно Фрейндліх — Блинов
- Лариса Барабанова — Кнопка
- Володимир Кенігсон — Рубцов
- Галина Нікуліна — Юлія
- Людмила Чурсіна — Інка-естонка
- Олександр Январьов — Сиротін
- Станіслав Чекан — Сабодаж

## В епізодах
- Олександр Анісімов — бандит, що сів поруч з Альошиним в кінотеатрі
- Володимир Казарінов — дядько Костя, співробітник лабораторії
- Лев Лемке — колега Лебедянського
- Павло Суханов — відвідувач Петропавлівської фортеці
- Віра Титова — епізод
- Лідія Штикан — Лідія Миколаївна, секретар у відділі ОБХСС

- У титрах не вказані:
- Еммануїл Віторган — чоловік Інки-естонки
- Т. Горлова — квіткарка
- Роман Громадський — співробітник ОБХСС
- Ігор Єфімов — співробітник правоохоронних органів
- Є. Клюєва — Марфа Іванівна, прибиральниця
- Оскар Лінд — кравець
- Віталій Матвієв — епізод
- Олексій Ян — співробітник правоохоронних органів

## Знімальна група
- Автори сценарію — Борис Чирсков, Євген Худик
- Режисер-постановник — Герберт Раппапорт
- Головний оператор — Дмитро Месхієв
- Головний художник — Олександр Блек
- Художник по костюмах — Лідія Шільдкнехт
- Композитор — Олександр Мнацаканян
- Звукооператор — Борис Хуторянський
- Режисер — Я. Родін
- Редактор — Михайло Кураєв
- Художник-гример — А. Буфетова
- Оператор — А. Горьков
- Монтажер — Є. Садовська
- Асистенти:
режисера — М. Давидова, Н. Зімацька, К. Кірпічьова
оператора — А. Таборов
- Консультант — комісар міліції 3-го рангу — А. І. Соколов
- Олександр Масарський — постановник бійок (в титрах не вказаний)
- Директор картини — Іван Провоторов